# Microthlaspi
Microthlaspi là chi thực vật có hoa trong họ Cải.